# Sergio Pagliazzi
Sergio Pagliazzi, né le 23 mars 1926 à Florence et mort le 6 octobre 2017 à Camaiore, est un coureur cycliste italien, professionnel de 1947 à 1952.

## Palmarès
- 1946
  - Gran Premio Comune di Cerreto Guidi
- 1947
  - 4e du Tour de Lombardie
- 1949
  - Tour de la province de Reggio de Calabre :
    - Classement général
    - 2e étape

  - 2e et 4e étapes du Tour de Sicile
  - 2e du Tour d'Émilie
  - 2e du Tour de Sicile
- 1950
  - Gran Premio Ponte Valleceppi
  - 2e du Tour de Vénétie
  - 2e du Tour du Piémont
- 1951
  - 3e du Tour d'Émilie
- 1954
  - Coppa Cicogna

## Résultats sur les grands tours

### Tour d'Italie
3 participations
- 1947 : abandon
- 1948 : 36e
- 1950 : 28e